# Lípa u Sv. Filipa Jakuba
Lípa u Sv. Filipa Jakuba je památný strom v obci Hejná na jihozápad od Horažďovic. Lípa malolistá (Tilia cordata Mill.) roste jako solitér na travnaté ploše u kostela v těsné blízkosti hřbitovní zdi, v nadmořské výšce 480 m. Výška stromu je 27 m, šířka koruny 13 m, obvod kmene 348 cm (měření 2008). V roce 2009 došlo ke zdravotnímu řezu a instalaci trojúhelníkové vazby, na dolní části kmene se vyskytuje plošné mechanické poranění, které však dobře kalusuje. Lípa je chráněna od 28. prosince 2008 jako autochtonní druh, esteticky zajímavý strom, krajinná dominanta, významná svým stářím i vzrůstem.

## Památné stromy v okolí
- Hydčická lípa